# Dominique Kivuvu
Dominique Kivuvu (ur. 16 września 1987 w Amsterdamie) – angolsko-holenderski piłkarz występujący na pozycji pomocnika w VV DOVO. Posiada podwójne obywatelstwo (angolskie i holenderskie).

## Kariera klubowa
Swój debiut w dorosłym futbolu Kivuvu zaliczył w sezonie 2005/06, gdy stał się częścią kadry pierwszego zespołu Stormvogels Telstar.
Po roku występów w Stormvogels przeniósł się do innego holenderskiego klubu NEC Nijmegen, gdzie szybko wywalczył sobie miejsce w pierwszym składzie. W 2010 roku odszedł do CFR Cluj. W 2012 roku był wypożyczony do Mjällby AIF. W grudniu 2014 podpisał roczny kontrakt z Kabuscorp S.C., a latem 2015 trafił do Progresso do Sambizanga.
W 2016 roku Kivuvu przeszedł do holenderskiego FC Oss, grającego w Eerste divisie. W 2017 roku odszedł z tego klubu, a w lutym 2018 przeszedł do czwartoligowego VV DOVO.

## Kariera reprezentacyjna
Pomimo iż Kivuvu urodził się w Holandii i występował w reprezentacji do lat 20 tego kraju, w 2009 roku zdecydował się zostać reprezentantem Angoli, czyli kraju jego przodków. 6 września 2009 roku zadebiutował w kadrze Angoli w spotkaniu przeciwko reprezentacji Senegalu.